# Gediminas Mažeika
Gediminas Mažeika (* 24. März 1978 in Kaunas) ist ein litauischer Fußballschiedsrichter.

## Karriere
Nach dem Abitur an der Mittelschule absolvierte er ein Diplomstudium an der Lietuvos sporto universitetas in Kaunas. 
Gediminas Mažeika ist seit dem Jahr 2000 Schiedsrichter in der litauischen A Lyga. Nachdem er 2008 zum FIFA-Schiedsrichter ernannt worden war, leitete er im Juni 2009 als erstes Länderspiel in seiner Karriere die freundschaftliche Partie zwischen Belarus und der Republik Moldau in Baryssau. Im folgenden Jahr nahm er an der U-19-Europameisterschaft in Frankreich teil, um dort in zwei Vorrundenspielen als Spielleiter zu fungieren. Bei der Europameisterschaft 2013 dieser Altersklasse, die in seiner Heimat Litauen stattfand, kam Mažeika in der Partie zwischen der Türkei und Georgien zum Einsatz. Im Jahr 2012 pfiff Mažeika das Finale um den Baltic Cup in Estland.

## Statistiken

### Einsätze bei U-19-Europameisterschaften
| Anlass       | Datum         | Spielort    | Heimmannschaft | Gastmannschaft | Ergebnis  |
| ------------ | ------------- | ----------- | -------------- | -------------- | --------- |
| Gruppenphase | 18. Juli 2010 | Mondeville  | Italien        | Portugal       | 0:2 (0:0) |
| Gruppenphase | 21. Juli 2010 | Bayeux      | Niederlande    | England        | 1:0 (1:0) |
| Gruppenphase | 26. Juli 2013 | Marijampolė | Türkei         | Georgien       | 4:2 (2:1) |

### Einsätze in Länderspielen
| Anlass             | Datum         | Spielort         | Heimmannschaft | Gastmannschaft | Ergebnis                  |
| ------------------ | ------------- | ---------------- | -------------- | -------------- | ------------------------- |
| Freundschaftsspiel | 10. Juni 2009 | Baryssau         | Belarus        | Moldau         | 2:0 (2:2)                 |
| EM-Qualifikation   | 5. Sep. 2009  | Chișinău         | Moldau         | Luxemburg      | 0:0 (0:0)                 |
| EM-Qualifikation   | 8. Okt. 2010  | Andorra la Vella | Andorra        | Nordmazedonien | 0:2 (0:1)                 |
| EM-Qualifikation   | 11. Okt. 2011 | Tirana           | Albanien       | Rumänien       | 1:0 (1:1)                 |
| Freundschaftsspiel | 29. Feb. 2012 | Antalya          | Moldau         | Belarus        | 0:0 (0:0)                 |
| Baltic Cup         | 3. Juni 2012  | Võru             | Finnland       | Lettland       | 1:1, 5:6 i. E. (0:0, 1:1) |
| WM-Qualifikation   | 12. Okt. 2012 | London           | England        | San Marino     | 5:0 (2:0)                 |
| WM-Qualifikation   | 10. Sep. 2013 | Tórshavn         | Färöer         | Deutschland    | 0:3 (0:1)                 |